# Danderyds sjukhus
Danderyds sjukhus – podziemna, betonowa stacja sztokholmskiego metra, leży w gminie Danderyd, w dzielnicy Danderyd. Na czerwonej linii metra T14, między Bergshamrą a Mörby centrum. Dziennie korzysta z niej około 13 500 osób.
Stacja znajduje się na głębokości 7 m, równolegle Norrtäljevägen. Posiada dwie hale biletowe, północna znajduje się przy Blå vägen (jedno z wyjść znajduje się w szpitalu), południowe zlokalizowane jest między Mörbygårdsväg a Gula vägen. 
Otworzono ją 29 stycznia 1978 wraz z odcinkiem Universitetet-Mörby centrum. Nazwa stacji pochodzi od pobliskiego Szpitala Danderyds (szw. Danderyds sjukhus). Posiada jeden peron. Stacja została zaprojektowana przez SL Fastigheter genom Lars Göran Thambert Arkitekt AB.

## Sztuka
- Duo, rzeźba przed stacją w terminalu autobusowym, Pierre Olofsson, 1992
- Livets träd (pol. Drzewo życia), dekoracja ściany w pasażu przy południowej hali biletowej, Pierre Olofsson, 1980
- Dekoracje podłogi, ścian i filarów na temat uzdrawiające rośliny i symbole w folklorze (łącznik z wyjściem w szpitalu), Hertha Hillfon, 1978
- Obrazy Klary Källström na ścianach stacji, 2008

## Czas przejazdu
| Linia | Stacja        | Czas przejazdu | Stacja                                                    | Czas przejazdu                     |
| T13   | Fruängen      | 32 min         | Östermalmstorg T-Centralen Gamla stan Slussen Liljeholmen | 12 min 14 min 16 min 17 min 24 min |
| T13   | Mörby centrum | 1 min          | Östermalmstorg T-Centralen Gamla stan Slussen Liljeholmen | 12 min 14 min 16 min 17 min 24 min |

## Otoczenie
W otoczeniu stacji znajdują się:
- Danderyds sjukhus
- Danderyds fria
- Mörbyskolan
- Mörbybadet
- Kronoparken
- Stocksundsskolan